# Rhachidosorus stramineus
Rhachidosorus stramineus là một loài thực vật có mạch trong họ Woodsiaceae. Loài này được (Copel.) Ching miêu tả khoa học đầu tiên năm 1964.